# Ріо-Кікомбо
Ріо-Кікомбо — водотік, річка в Анголі. Він розташований у провінції Куанза Сул, у західній частині країни, за 300 кілометрів на південь від столиці Луанди.
В околицях Ріо-Кікомбо в основному ростуть ліси саван. Навколо Ріо-Кікомбо малонаселене: 17 жителів на квадратний кілометр. У районі переважає теплий степовий клімат. Середня річна температура в районі 23 °C. Найтеплішим місяцем є травень із середньою температурою 25 °C, а найхолоднішим — липень із 20 °C. Середньорічна кількість опадів становить 1242 міліметри. Самий вологий місяць — квітень, в середньому 305 мм опадів, а найпосушливіший — червень, коли випадає 1 мм опадів.